# چشمان روشن (آهنگ آرت گارفانکل)
چشمان روشن (انگلیسی: ‌Bright Eyes) ترانه‌ای است که توسط مایک بت، ترانه‌سرای بریتانیایی نوشته شده و توسط آرت گارفانکل اجرا شده است. این آهنگ برای موسیقی متن انیمیشن بریتانیایی درام-ماجراجویی در سال ۱۹۷۸، تپه خرگوش‌ها نوشته شد. این آهنگ که به عنوان یک آهنگ پاپ از شکل اصلی خود در فیلم تنظیم شده است، در نسخه‌های بریتانیایی و اروپایی سرنوشتِ صبحانه گارفانکل در سال ۱۹۷۹ و در نسخه‌های آمریکایی آلبوم ۱۹۸۱ برش قیچی او دیده می‌شود. چشمان روشن، به مدت شش هفته در صدر جدول تک‌آهنگ‌های بریتانیا قرار گرفت و با فروش بیش از یک میلیون نسخه، به پرفروش‌ترین تک‌آهنگ بریتانیا در سال ۱۹۷۹ تبدیل شد. ریچارد آدامز، نویسنده رمان اصلی، گزارش شده است که از این آهنگ متنفر بوده است. کاور این آهنگ بعداً در مجموعه تلویزیونی واترشیپ دون به صراحت به عنوان آهنگ اصلی آن استفاده شد.

## پس‌زمینه
این آهنگ توسط مایک بت برای تپه خرگوش‌ها نوشته، تولید و تنظیم شد و کارگردان اصلی جان هابلی درخواست آهنگی در مورد مرگ کرد. زمانی شروع می‌شود که هیزل، شخصیت اصلی فیلم، پس از زخمی شدن با تفنگ یک کشاورز تقریباً می‌میرد و فایور، برادر کوچکش توسط خرگوش سیاه اینله به سمت او هدایت می‌شود. «یکی از سخت‌ترین جلسات» کارنامه کاری او (به دلیل نظرات متفاوت موسیقایی) بود.
تنظیم تک‌آهنگ پاپ در بریتانیا بسیار موفق بود و در سال ۱۹۷۹ به مدت شش هفته در رتبه اول جدول تک‌آهنگ‌های بریتانیا ماند، بیش از یک میلیون نسخه فروخت و به پرفروش‌ترین تک‌آهنگ سال تبدیل شد. در ایالات متحده نتوانست به بیلبورد هات ۱۰۰ برسد. در جدول بیلبورد بزرگسالان معاصر به شماره ۲۹ رسید.

## کارکنان
- آرت گارفانکل – آواز
- مایک بت – تنظیم‌کننده و تهیه‌کننده
- کریس اسپدینگ - گیتار آکوستیک
- رولند هارکر – گیتار عود
- لس هوردل – گیتار باس
- روی جی مورگان – درامر
- ادوین راکسبورگ - ابوا
- ری کوپر – پرکاشن